# U Don't Know Me (like U Used To)
U Don't Know Me (like U Used To) è un brano musicale R&B della cantante statunitense Brandy, prodotto da Rodney "Darkchild" Jerkins e scritto da questi con la stessa Brandy, Isaac Phillips, Paris Davis e Sean Bryant per il secondo album della cantante, Never Say Never. Il brano è stato pubblicato nel settembre del 1999 come sesto singolo tratto dall'album, sesto e ultimo per quanto riguarda il Nord America. Rispetto ai singoli precedenti il pezzo ha avuto scarso successo: la posizione più alta che ha raggiunto è nella classifica neozelandese, al numero 28.

## Classifiche
| Classifica (1999)                    | Posizione |
| ------------------------------------ | --------- |
| Canada                               | 50        |
| Nuova Zelanda                        | 28        |
| U.S. Billboard Hot 100               | 79        |
| U.S. Billboard Hot R&B/Hip-Hop Songs | 25        |

## Tracce
U.S. CD single
1. "U Don't Know Me (like U Used To)" (remix radio edit) - 4:03
2. "U Don't Know Me (like U Used To)" (album version)  - 4:29
3. "U Don't Know Me (like U Used To)" (remix instrumental)  - 4:05

"Never Say Never"/"U Don't Know Me" CD single
1. "Never Say Never" (Jazz Animal remix)
2. "U Don't Know Me" (like U Used To) (remix, featuring Shaunta & Da Brat)
3. "U Don't Know Me" (like U Used To) (album version)
4. "Never Say Never" (album version)

"(Everything I Do) I Do It for You"/"U Don't Know Me" CD single
1. "(Everything I Do) I Do It for You"
2. "U Don't Know Me" (like U Used To) (album version)
3. "Have You Ever?" (Soul Skank remix)